# FC Erzgebirge Aue
FC Erzgebirge Aue er en Fodboldklub fra byen Aue i Sachsen. Klubben spiller i 2. Bundesliga. i perioden 1951 – 1990 spillede klubben i DDR-Oberliga. 
Klubben har skiftede navn flere gange, med navnet SC Wismut Karl-Marx-Stadt vandt klubben det østtyske mesterskab i 1956, 1957 og 1959. I perioden 1963 – 1990 spillede klubben under navnet BSG Wismut Aue. Efter murens fald har klubben skiftet navn to gange FC Wismut Aue (1990) og i 1993 skiftede klubben til dens nuværende navn FC Erzgebirge Aue.

## Titler
- Østtysk mester (som SC Wismut Karl-Marx-Stadt): 1955 (Overgangsbestemmelser runde), 1956, 1957, 1959
- Østtysk pokalvinder (som SC Wismut Karl-Marx-Stadt): 1955

## Nuværende spillertrup
| 1 | Tyskland | Martin Männel (MÅ)        |
| 2 | Tyskland | Pierre le Beau (FO)       |
| 3 | Polen    | Tomasz Kos (FO) (Anfører) |
| 4 | Tyskland | Thomas Paulus (FO)        |
| 5 | Tunesien | Adli Lachheb (FO)         |
| 6 | Tyskland | Kevin Schlitte (FO)       |
| 7 | Tyskland | Thomas Birk (FO)          |
| 8 | Tyskland | Sebastian Glasner (AN)    |
| 9 | Tunesien | Najeh Braham (AN)         |

| 11 | Tyskland | Robert Strauß (AN)    |
| 14 | Albanien | Skerdilaid Curri (AN) |
| 15 | Tyskland | René Klingbeil (FO)   |
| 17 | Tyskland | Jan Hochscheidt (MI)  |
| 18 | Tyskland | Enrico Kern (AN)      |
| 19 | Tyskland | Patrick Sonntag (AN)  |
| 20 | Tyskland | Oliver Schröder (MI)  |
| 21 | Tyskland | Dominic Rau (FO)      |
| 22 | Tyskland | Marc Hensel (MI)      |

| 23 | Nordmakedonien | Ivan Ristovski (AN)    |
| 24 | Tyskland       | Michael Arnold (MÅ)    |
| 25 | Tyskland       | Jörn Wemmer (MI)       |
| 26 | Tyskland       | Stephan Flauder (MÅ)   |
| 27 | Tyskland       | Tobias Kempe (MI)      |
| 28 | Albanien       | Alban Ramaj (AN)       |
| 29 | Tyskland       | Sascha Weirauch (MI)   |
| 30 | Tyskland       | Fabian Müller (MI)     |
| 31 | Tyskland       | Patrick Milchraum (MI) |

### Udlejet
| 13 | Tyskland | Kevin Stephan (AN) |

## Kendte spillere
- Mišo Brečko
- Dieter Erler
- Andrzej Juskowiak
- Ervin Skela